# Coleridge (Nebraska)
Coleridge je selo u američkoj saveznoj državi Nebraska. Prema popisu stanovništva iz 2010. u njemu je živjelo 473 stanovnika.